# Kadena Reon
Kadena Reon (かでなれおん Kadena Reon, Cửu Sa Dã Thủy Manh) còn được biết với những cái tên như Kadena Leon hay Minamo Kusano, người mẫu ảnh nóng và diễn viên của Nhật Bản. Kadena là một nữ thần tượng của Nhật Bản, cô được công chúng biết đến bởi diễn xuất, vẻ ngoài ngây thơ trong sáng và vòng một đầy đặn của mình.
Nghệ danh: Kadena Leon, Minamo Kusano

## Phim đã đóng
- Triple H (2004, với tên Minamo Kusano) – còn gọi là 'triple ple H!' (sic)
- Leon (2004)
- Girl's Desire (2004) – tên khác là 'Gravure Idol'
- Pîkan fûfu (2005)
- Virginity (2005)
- Style (2005) – Còn được gọi là 'Reon Style'
- The Making of Dark Fantasy (2006)
- Make You Happy (2006)
- My Reflection (2006)
- God's Left Hand, Devil's Right Hand (神の左手　悪魔の右手 Kami no Hidarite, Akuma no Migite?) (2006) – bởi đạo diễn phim kinh dị Kaneko Shusuke
- The Document of God's Left Hand, Devil's Right Hand (2006)
- Memories (2006) – thường được gọi là 'Champion Gold Selection'
- Dream Planet (2007)
- Himitsu sennyû sousakan: Wildcats in Strip Royale (2008)
- Kamen Rider Ghost (2016)